# عبد العزيز الكلثم
عبد العزيز بن سعود بن مبارك الكلثم، من مواليد 22 نوفمبر 1987. أحد ستة أشقاء هم: مبارك، وعبد الله، وفيصل، وهو، وعمر، ويزيد، مع أخيه لأمه إبراهيم. لاعب كرة قدم سعودي، عاش في بداية حياته في الكويت حيث كان والده يعمل هناك، ثم انتقل مع أسرته إلى مدينة الأحساء فانضم لنادي الجيل، وبينما كان يلعب في إحدى المباريات شاهده أحد مندوبي فريق الهلال، وكان حينها هداف دوري الاحساء للناشئين.. وعلى إثر ذلك جرت بينه وبين نادي الهلال مفاوضات انتقل بعدها إلى اللعب في فريق الهلال لدرجة الناشئين والشباب، وتدرج بفئاته إلى أن وصل الفريق الأول. لعب كجناح أيمن مع الفريق الأول للهلال ومهاجم بفئاته السنية وقدم مستويات مميزه مع الهلال وفرض نفسه بالتشكيل الأساسي.
وأصبح لاعب المنتخب السعودي للشباب والأولمبي.. وساهم بشكل كبير في تحقيق كاس الخليج للمنتخبات في نسختها الأولى.
وفي أغسطس 2008 انتقل بنظام الإعارة من نادي الهلال السعودي إلى نادي الرائد السعودي بطلب من مدرب الهلال آن ذاك كوزمين أولاريو بعد أن شاب مستوى الكلثم هبوط وتذبذب، وعاد للهلال في مايو 2009 ولم يستطيع أن يفرض نفسه حيث تراجع مستواه بشكل ملحوظ عن السابق، وفي يناير 2011 انتقل بشكل نهائي إلى نادي الوحدة السعودي وسط استغراب من بعض جماهير الهلال لأن الكلثم يعتبر موهبة سعودية قادمة وانخفاض مستواه لايعني التفريط فيه.
سجل الكلثم مع الهلال 28 هدف منها 4 في الفريق الأول بمختلف البطولات الوديه والرسميه و 24 هدف بالفئات السنية للهلال. بعد تركه للهلال لعب لأندية الوحدة والعروبة والقادسية والكوكب والدرعية.